# Żerkowice (Zawiercie)

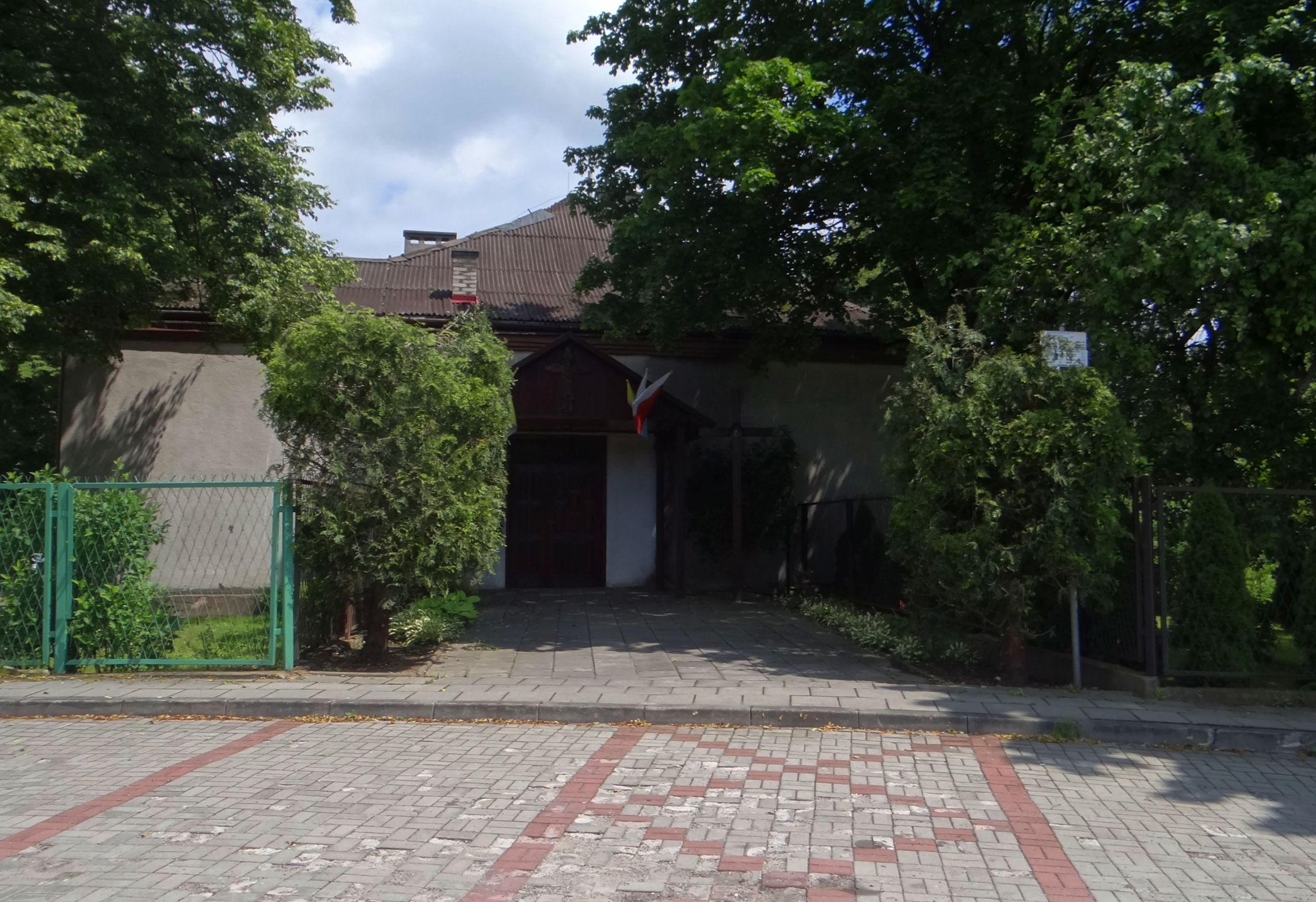

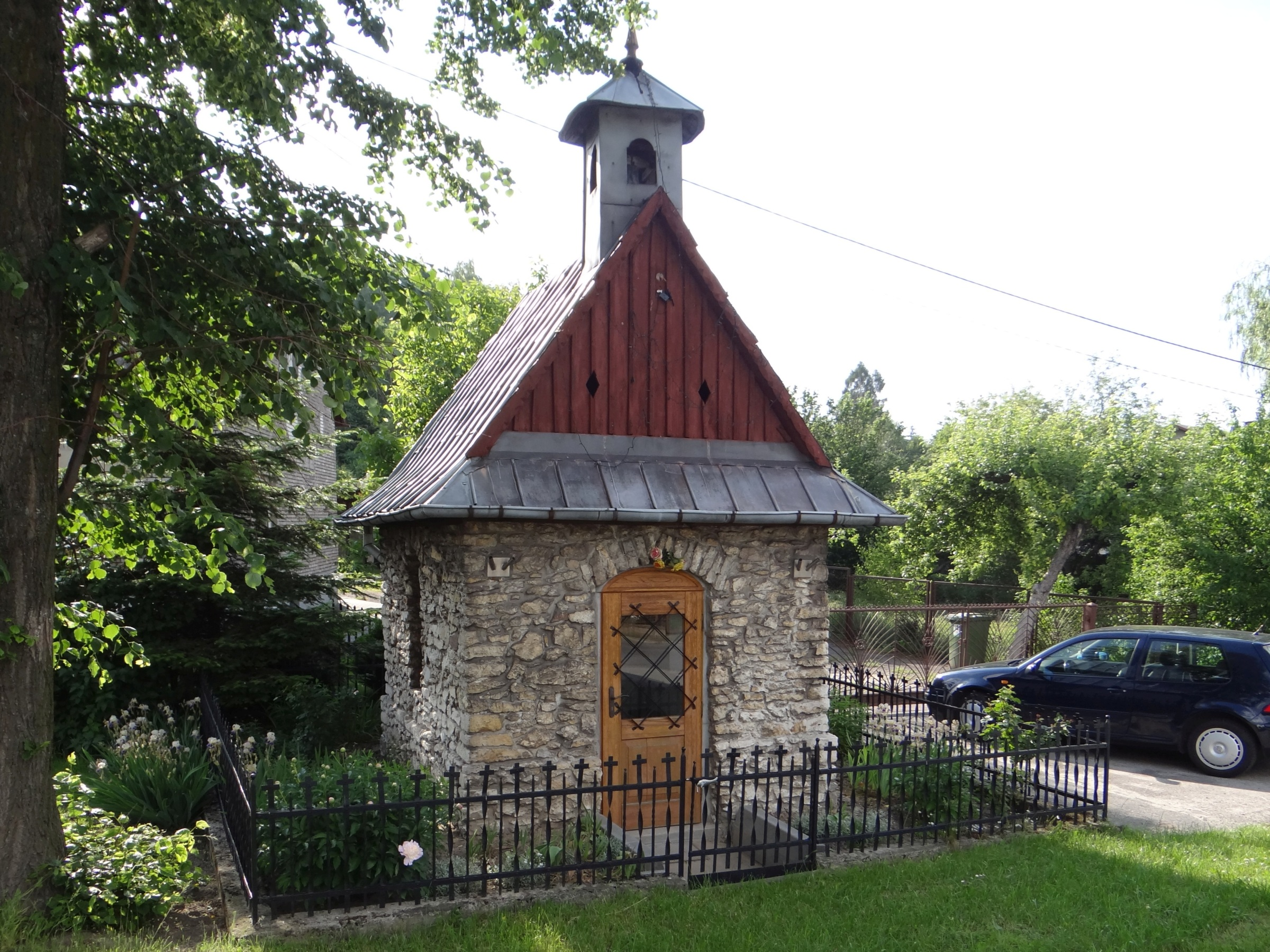
Kapliczka w Zawierciu-Żerkowicach

Żerkowice – dzielnica Zawiercia położona ok. 8,5 km na północny wschód od centrum miasta.

## Historia
Pierwsza wzmianka o miejscowości pochodzi z 1220 roku, z dokumentu biskupa krakowskiego Iwo Odrowąża, w którym miejscowość wymieniona jest w formie Zirkowycze. Jan Długosz zapisał nazwę miejscowości jako Zirkowicze należącą do parafii kromołowskiej.
W 1424 jako wieś zanotowana w historycznym dokumencie mówiącym, że król polski Władysław Jagiełło na prośby ówczesnego właściciela Krystyna z Kozichgłów przenosi z prawa polskiego na prawo średzkie należące do niego wsie leżące w ziemi krakowskiej: Choroń, Oltowiec, Mirów, Kotowice, Postawczowice, Jaworznik, Dupice, Żerkowice, Siamoszyce, Giebołtów, Kowalów i Kowalików.
Żerkowice przyłączono do Zawiercia 1 lutego 1977 roku.

## Turystyka i rekreacja
Przez Żerkowice przechodzi czerwony szlak Orlich Gniazd i czerwony Jurajski Rowerowy Szlak Orlich Gniazd. W Żerkowicach są też skały wapienne, na których uprawiana jest wspinaczka skalna. Są to Kamienie Żerkowickie (Kamień Żerkowicki Dolny i Kamień Żerkowicki Górny), Przewodnik, Jaskółcza Skała, Ostry Kamień, Borsucza Skała, Reniferowa Skała.